# جرمی پکسمن
جرمی دیکسون پکسمن (به انگلیسی: Jeremy Dickson Paxman)، روزنامه‌نگار، مجری، خبرنگار برنامه‌های تلویزیونی اهل بریتانیا و مجری برنامه خبری-تحلیلی جنجالی "نیوزنایت"در شبکه بی‌بی‌سی است.
وی پس از ۲۵ سال اجرا برنامه نیوزنایت، سرانجام در سال ۲۰۱۴ با این برنامه خداحافظی کرد. پکسمن در طول دوران فعالیتش به یکی از "نترس‌ترین" مصاحبه‌کنندگان بریتانیا تبدیل شده بود و مشهور بود به اینکه رودرروی او نشستن، ترس‌آور است. آقای پکسمن چند سال پیش با پیتر مندلسون، مشاور روابط عمومی وقت حزب کارگر بریتانیا، هم گفتگو کرد و از او پرسید که آیا تونی بلر، نخست وزیر اسبق بریتانیا، کمی به سرش زده یا نه.
یکی از مشهورترین گفتگوهای جرمی پکسمن با مایکل هوارد، وزیر کشور وقت بریتانیا، در سال ۱۹۹۷ بود که در آن ۱۲ بار از آقای هوارد پرسید که آیا تهدید کرده که حکم دِرک لوئیس، رئیس زندان‌ها، را لغو می‌کند یا نه. در پایان آخرین برنامه پکسمن، آقای هوارد دوباره در برنامه حضور یافت و بار دیگر پکسمن از او پرسید: "کردی؟" و او در پاسخ گفت: "نه، جِرمی، نکردم، ولی اگر می‌خواهی ۱۱ بار دیگر هم بپرسی راحت باش." جرمی پکسمن در پایان برنامه گفت: "ممنون از تماشای نیوزنایت. امیدوارم همچنان از آن لذت ببرید. شب به خیر و بدرود."
بی‌بی‌سی اعلام کرده که جرمی پکسمن تابستان سال ۲۰۱۳ تصمیم داشت از بی‌بی‌سی ۲ برود ولی "بزرگوارانه پذیرفت" که بماند تا در "یک دوران سخت" به پیشبرد برنامه کمک کند. تونی هال، مدیر کل بی‌بی‌سی جرمی پکسمن را "نبوغی نادر و خیره کننده" توصیف کرده و جیمز هاردینگ، رئیس بخش خبر بی‌بی‌سی جرمی پکسمن را "شیر بزرگ خبرنگاری در بی‌بی‌سی" دانسته که هرگز "در پرسش سوال‌های سخت کم نیاورد." او در ماه آوریل ۲۰۱۴ اعلام کرده بود که از این برنامه می‌رود و گفته بود که می‌خواهد از این پس، کم و بیش در همان ساعتی که بیشتر مردم می‌خوابند، بخوابد. پکسمن همچنان اجرای مسابقه یونیورسیتی چلنج بی‌بی‌سی ۲ و سایر برنامه‌های مستند را ادامه خواهد داد.
جرمی پکسمن در آخرین قسمت حضور خود در برنامه نیوزنایت، روی یک دوچرخه دوترکه با بوریس جانسون، شهردار لندن، در خیابان‌های این شهر گفتگو کرد.